# Cascades Tagbo
Les cascades Tagbo són unes cascades properes a al Mont Afadjato, Ghana. Estan situades a Liati Wote, a uns 27 km a l'est del municipi de Hohoe, a la Regió Volta, a la part sud-oriental del país, a 190 km al nord de la capital, Accra.
L'aigua cau en diverses etapes, amb l'última etapa d'uns 60 m. d'altura. L'àrea està envoltada de selva tropical.